# Conquista rusa del Cáucaso
La conquista rusa del Cáucaso se produjo principalmente entre 1800 y 1864. En esa época, el Imperio ruso se expandió para controlar la región entre el mar Negro y el mar Caspio, el territorio moderno de Armenia, Azerbaiyán, Georgia y partes de Irán y Turquía, así como la región del norte del Cáucaso de la Rusia moderna. Se libraron múltiples guerras contra los gobernantes locales de las regiones, así como contra los poderes dominantes, el Imperio otomano y el Imperio persa, para obtener su control. Hacia 1864 las últimas regiones quedaron ya bajo control ruso.

## Historia temprana
Los rusos aparecieron por primera vez en la región del Cáucaso en el siglo IX, cuando algunos rus descendieron por el Volga para comerciar a orillas del mar Caspio. Esto se convirtió en dos grandes incursiones en 913 y 943. La última incursión parece haber sido en 1041. También en este momento los rus tenían a Tmutarakán en la península de Tamán.
Desde mediados del siglo XVI había un grupo aislado de cosacos en el río Térek y alrededor de 1550 se establecieron cosacos en el río Don. Astracán fue conquistada en 1556, dando a Rusia una base en el extremo norte del mar Caspio. Pronto hicieron una alianza con Kabardia y construyeron un fuerte en la desembocadura del río Sunzha. Después de aproximadamente 1580, Rusia se retiró de la región del Cáucaso durante unos 200 años, manteniendo Astracán y empujando lentamente el asentamiento hacia el sur hacia el mar Negro.
Durante la llamada Guerra ruso-persa (1651-1653), los súbditos persas lucharon contra los cosacos en el río Sunzha. En 1688, Stenka Razin asaltó la costa del Caspio. Durante la Guerra ruso-persa (1722-1723) Pedro el Grande conquistó la costa oeste y sur del Caspio, pero el territorio fue devuelto cuando Persia se hizo más fuerte. En 1775, el explorador al servicio de Rusia Samuel Gottlieb Gmelin murió en cautiverio, por lo que Catalina envió una expedición punitiva que capturó brevemente Derbent. Durante la expedición persa de 1796, Rusia volvió a conquistar la costa oeste del Caspio, pero la expedición se retiró cuando murió Catalina.

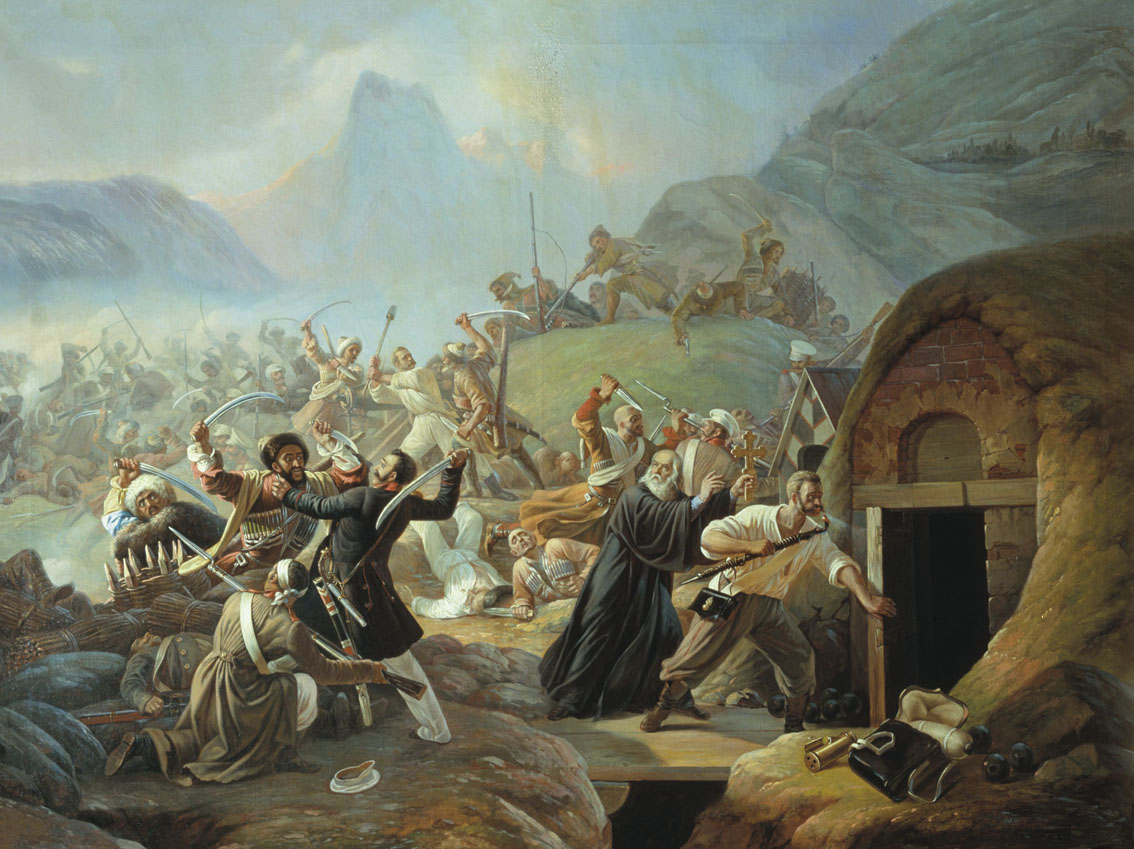
Ataque circasiano contra un fuerte militar ruso en el Cáucaso, 1840.

Subyacente a todo esto estaba la expansión lenta y constante de la población rusa hacia el sur desde su corazón original en Moscovia. Alrededor de 1800, Rusia estaba en condiciones de empujar a soldados y colonos a la región del Cáucaso.

## Lecturas relacionadas
- Atkin, Muriel (1980). Russia and Iran, 1780–1828. Minneapolis: University of Minnesota Press. ISBN 978-0816609246.
- Baddeley, John F. (1908). The Russian Conquest of the Caucasus. London: Longmans, Green and Co.
- Breyfogle, Nicholas (2005). Heretics and Colonizers: Forging Russia's Empire in the South Caucasus. Ithaca: Cornell University Press. ISBN 978-0801442421.
- Haxthausen, Baron August von (2016) [1854-55]. Transcaucasia and the Tribes of the Caucasus (John Edward Taylor, trad.). Introduction by Pietro A. Shakarian. Foreword by Dominic Lieven. London: Gomidas Institute. ISBN 978-1909382312.
- Jersild, Austin (2003). Orientalism and Empire: North Caucasus Mountain Peoples and the Georgian Frontier, 1845-1917. Montreal and Kingston: McGill-Queen's University Press. ISBN 978-0773523296.
- King, Charles (2008). The Ghost of Freedom: A History of the Caucasus. Oxford: Oxford University Press. ISBN 978-0195177756.
- Layton, Susan (1995). Russian Literature and Empire: Conquest of the Caucasus from Pushkin to Tolstoy. Cambridge: Cambridge University Press. ISBN 978-0521444439.
- Tsutsiev, Arthur (2014). Atlas of the Ethno-Political History of the Caucasus (Nora Seligman Favorov, trad.). New Haven: Yale University Press. ISBN 978-0300153088.

- Datos: Q23039096